# Mùa giải quần vợt năm 2016 của Andy Murray
Mùa giải quần vợt năm 2016 của Andy Murray bắt đầu tại Giải quần vợt Úc Mở rộng. Đây là mùa giải hay nhất của Murray, khi anh kết thúc năm với vị trí số 1 thế giới và giành số tiền thưởng nhiều nhất năm. Andy và Jamie Murray cũng trở thành anh em đầu tiên kết thúc năm với vị trí số 1 ở cả nội dung đơn và đôi. Trong năm 2016, anh có 13 lần lọt vào trận chung kết (từ 17 giải đấu mà anh tham dự) và giành tổng cộng 9 danh hiệu ở các giải đấu ATP, bao gồm chức vô địch Wimbledon và huy chương vàng Olympic thứ hai liên tiếp ở đơn, trở thành tay vợt đầu tiên, nam hoặc nữ, bảo vệ thành công huy chương vàng Olympic ở nội dung đơn. Cũng trong mùa giải 2016, Murray trở thành tay vợt nam đầu tiên giành danh hiệu đơn ở một giải Grand Slam, Thế vận hội, một giải Masters 1000, và ATP Finals trong cùng một năm dương lịch (trước đó vào năm 2012, Serena Williams là tay vợt duy nhất làm được điều này).
Vào ngày 7 tháng 11, Murray trở thành nam tay vợt Anh Quốc đầu tiên và là tay vợt nam thứ 26 giành vị trí số 1 thế giới kể từ khi bảng xếp hạng bắt đầu vào năm 1973, sau khi vượt qua kình địch Novak Djokovic. Ở 29 năm, 5 tháng và 23 ngày, Murray là tay vợt cao tuổi nhất có lần đầu tiên lên vị trí số 1 trong 40 năm qua. Anh giành vị trí số 1 mặc dù không có điểm xếp hạng cho Thế vận hội (trái với các năm trước). Murray có thành tích 2–3 trước Djokovic, trong đó có hai trận thua trong trận chung kết Grand Slam (Úc Mở rộng và Pháp Mở rộng), và 1–1 trước Rafael Nadal trong năm 2016.
Trong mùa giải này, Murray: (1) giành ≥$16,000,000 tiền thưởng, (2) có 78 trận thắng, (3) 13 lần lọt vào các trận chung kết ở ATP Tour, (4) giành 9 danh hiệu ATP Tour, (5) giành ba danh hiệu Masters 1000, (6) 5 lần lọt vào trận chung kết Masters 1000, (7) 3 lần lọt vào trận chung kết Grand Slam, (8) thắng 24 trận liên tiếp, (9) giành 5 danh hiệu liên tiếp, (10) lọt vào 7 trận chung kết liên tiếp, (11) thắng 16 trận trước các tay vợt top-10.
Murray kết thúc mùa giải bằng 24 trận thắng cuối mùa, có 12 lần lọt vào trận chung kết trong 13 giải đấu cuối mùa, và vô địch cả 5 giải đấu cuối cùng mà anh tham dự trong năm. Trên đường vô địch ATP World Tour Finals 2016, Murray thắng cả 5 trận, đánh bại Djokovic, Wawrinka, Raonic, Nishikori, và Cilic.

## Tất cả các trận đấu
| VĐ | CK | BK | TK | V# | RR | Q# | A |  | Z# | PO | G | F-S | SF-B | NMS | NH |

### Đơn
| Giải đấu | Trận | Vòng                       | Đối thủ | Xếp hạng  | Kết quả                        | Tỷ số |
| --- | ---- | -------------------------- | ------- | --------- | ------------------------------ | ----- |
| Giải quần vợt Úc Mở rộng Melbourne, Úc Grand Slam Cứng, ngoài trời 18 – 31 tháng 1 năm 2016                                          |      |                            |         |           |                                |       |
| 1 / 718 | V1   | Alexander Zverev           | 83      | Thắng     | 6–1, 6–2, 6–3                  |       |
| 2 / 719 | V2   | Sam Groth                  | 67      | Thắng     | 6–0, 6–4, 6–1                  |       |
| 3 / 720 | V3   | João Sousa (32)            | 33      | Thắng     | 6–2, 3–6, 6–2, 6–2             |       |
| 4 / 721 | V4   | Bernard Tomic (16)         | 17      | Thắng     | 6–4, 7–6(7–4)                  |       |
| 5 / 722 | TK   | David Ferrer (8)           | 8       | Thắng     | 6–3, 6–7(5–7), 6–2, 6–3        |       |
| 6 / 723 | BK   | Milos Raonic (13)          | 14      | Thắng     | 4–6, 7–5, 6–7(4–7), 6–4, 6–2   |       |
| 7 / 724 | CK   | Novak Djokovic (1)         | 1       | Thua (1)  | 1–6, 5–7, 6–7(3–7)             |       |
| |      |                            |         |           |                                |       |
| Vòng 1 Davis Cup Nhóm Thế giới Birmingham, Vương quốc Liên hiệp Anh và Bắc Ireland Davis Cup Cứng, trong nhà 4 – 6 tháng 3 năm 2016  |      |                            |         |           |                                |       |
| 8 / 725 | V1T1 | Taro Daniel                | 87      | Thắng     | 6–1, 6–3, 6–1                  |       |
| 9 / 726 | V1T4 | Kei Nishikori              | 6       | Thắng     | 7–5, 7–6(8–6), 3–6, 4–6, 6–3   |       |
| |      |                            |         |           |                                |       |
| Indian Wells Masters Indian Wells, Hoa Kỳ ATP Tour Masters 1000 Cứng, ngoài trời 7 – 20 tháng 3 năm 2016                             |      |                            |         |           |                                |       |
| – | V1   | Miễn                       | Miễn    | Miễn      | Miễn                           |       |
| 10 / 727 | V2   | Marcel Granollers          | 92      | Thắng     | 6–4, 7–6(7–3)                  |       |
| 11 / 728 | V3   | Federico Delbonis          | 53      | Thua      | 4–6, 6–4, 6–7(3–7)             |       |
| |      |                            |         |           |                                |       |
| Miami Open Miami, Hoa Kỳ ATP Tour Masters 1000 Cứng, ngoài trời 23 tháng 3 – 3 tháng 4 năm 2016                                      |      |                            |         |           |                                |       |
| – | V1   | Miễn                       | Miễn    | Miễn      | Miễn                           |       |
| 12 / 729 | V2   | Denis Istomin              | 76      | Thắng     | 6–3, 7–5                       |       |
| 13 / 730 | V3   | Grigor Dimitrov (26)       | 28      | Thua      | 7–6(7–1), 4–6, 3–6             |       |
| |      |                            |         |           |                                |       |
| Monte-Carlo Masters Monte-Carlo, Monaco ATP Tour Masters 1000 Đất nện, ngoài trời 11 – 17 tháng 4 năm 2016                           |      |                            |         |           |                                |       |
| – | V1   | Miễn                       | Miễn    | Miễn      | Miễn                           |       |
| 14 / 731 | V2   | Pierre-Hugues Herbert (Q)  | 95      | Thắng     | 6–2, 4–6, 6–3                  |       |
| 15 / 732 | V3   | Benoît Paire (16)          | 22      | Thắng     | 2–6, 7–5, 7–5                  |       |
| 16 / 733 | TK   | Milos Raonic (10)          | 12      | Thắng     | 6–2, 6–0                       |       |
| 17 / 734 | BK   | Rafael Nadal (5)           | 5       | Thua      | 6–2, 4–6, 2–6                  |       |
| |      |                            |         |           |                                |       |
| Madrid Open Madrid, Tây Ban Nha ATP Tour Masters 1000 Đất nện, ngoài trời 1 – 8 tháng 5 năm 2016                                     |      |                            |         |           |                                |       |
| – | V1   | Miễn                       | Miễn    | Miễn      | Miễn                           |       |
| 18 / 735 | V2   | Radek Štěpánek (Q)         | 148     | Thắng     | 7–6(7–3), 3–6, 6–1             |       |
| 19 / 736 | V3   | Gilles Simon (16)          | 18      | Thắng     | 6–4, 6–2                       |       |
| 20 / 737 | TK   | Tomáš Berdych (8)          | 8       | Thắng     | 6–3, 6–2                       |       |
| 21 / 738 | BK   | Rafael Nadal (5)           | 5       | Thắng     | 7–5, 6–4                       |       |
| 22 / 739 | CK   | Novak Djokovic (1)         | 1       | Thua (2)  | 2–6, 6–3, 3–6                  |       |
| |      |                            |         |           |                                |       |
| Internazionali BNL d'Italia Rome, Ý ATP Tour Masters 1000 Đất nện, ngoài trời 9 – 15 tháng 5 năm 2016                                |      |                            |         |           |                                |       |
| – | V1   | Miễn                       | Miễn    | Miễn      | Miễn                           |       |
| 23 / 740 | V2   | Mikhail Kukushkin (Q)      | 87      | Thắng     | 6–3, 6–3                       |       |
| 24 / 741 | V3   | Jérémy Chardy              | 32      | Thắng     | 6–4, 6–0                       |       |
| 25 / 742 | TK   | David Goffin (12)          | 13      | Thắng     | 6–1, 7–5                       |       |
| 26 / 743 | BK   | Lucas Pouille (LL)         | 52      | Thắng     | 6–2, 6–1                       |       |
| 27 / 744 | VĐ   | Novak Djokovic (1)         | 1       | Thắng (1) | 6–3, 6–3                       |       |
| |      |                            |         |           |                                |       |
| Giải quần vợt Pháp Mở rộng Paris, Pháp Grand Slam Đất nện, ngoài trời 22 tháng 5 – 5 tháng 6 năm 2016                                |      |                            |         |           |                                |       |
| 28 / 745 | V1   | Radek Štěpánek (Q)         | 128     | Thắng     | 3–6, 6–0, 6–3, 7–5             |       |
| 29 / 746 | V2   | Mathias Bourgue (WC)       | 164     | Thắng     | 6–2, 2–6, 4–6, 6–2, 6–3        |       |
| 30 / 747 | V3   | Ivo Karlović (27)          | 28      | Thắng     | 6–1, 6–4, 7–6(7–3)             |       |
| 31 / 748 | V4   | John Isner (15)            | 17      | Thắng     | 7–6(11–9), 6–4, 6–3            |       |
| 32 / 749 | TK   | Richard Gasquet (9)        | 12      | Thắng     | 5–7, 7–6(7–3), 6–0, 6–2        |       |
| 33 / 750 | BK   | Stan Wawrinka (3)          | 4       | Thắng     | 6–4, 6–2, 4–6, 6–2             |       |
| 34 / 751 | CK   | Novak Djokovic (1)         | 1       | Thua (3)  | 6–3, 1–6, 2–6, 4–6             |       |
| |      |                            |         |           |                                |       |
| Queen's Club Championships Luân Đôn, Vương quốc Liên hiệp Anh và Bắc Ireland ATP Tour 500 Cỏ, ngoài trời 13 – 19 tháng 6 năm 2016    |      |                            |         |           |                                |       |
| 35 / 752 | V1   | Nicolas Mahut              | 51      | Thắng     | 7–6(10–8), 7–6(7–1)            |       |
| 36 / 753 | V2   | Aljaž Bedene               | 58      | Thắng     | 6–3, 6–4                       |       |
| 37 / 754 | TK   | Kyle Edmund (WC)           | 85      | Thắng     | 6–4, 3–6, 6–1                  |       |
| 38 / 755 | BK   | Marin Čilić (5)            | 13      | Thắng     | 6–3, 4–6, 6–3                  |       |
| 39 / 756 | VĐ   | Milos Raonic (3)           | 9       | Thắng (2) | 6–7(5–7), 6–4, 6–3             |       |
| |      |                            |         |           |                                |       |
| Giải quần vợt Wimbledon Luân Đôn, Vương quốc Liên hiệp Anh và Bắc Ireland Grand Slam Cỏ, ngoài trời 27 tháng 6 – 10 tháng 7 năm 2016 |      |                            |         |           |                                |       |
| 40 / 757 | V1   | Liam Broady (WC)           | 235     | Thắng     | 6–2, 6–3, 6–4                  |       |
| 41 / 758 | V2   | Lu Yen-hsun (PR)           | 76      | Thắng     | 6–3, 6–2, 6–1                  |       |
| 42 / 759 | V3   | John Millman               | 67      | Thắng     | 6–3, 7–5, 6–2                  |       |
| 43 / 760 | V4   | Nick Kyrgios (15)          | 18      | Thắng     | 7–5, 6–1, 6–4                  |       |
| 44 / 761 | TK   | Jo-Wilfried Tsonga (12)    | 12      | Thắng     | 7–6(12–10), 6–1, 3–6, 4–6, 6–1 |       |
| 45 / 762 | BK   | Tomáš Berdych (10)         | 9       | Thắng     | 6–3, 6–3                       |       |
| 46 / 763 | VĐ   | Milos Raonic (6)           | 7       | Thắng (3) | 6–4, 7–6(7–3), 7–6(7–2)        |       |
| |      |                            |         |           |                                |       |
| Thế vận hội Mùa hè Rio de Janeiro, Brazil Thế vận hội Cứng, ngoài trời 6 – 14 tháng 8 năm 2016                                       |      |                            |         |           |                                |       |
| 47 / 764 | V1   | Viktor Troicki             | 35      | Thắng     | 6–3, 6–2                       |       |
| 48 / 765 | V2   | Juan Mónaco                | 107     | Thắng     | 6–3, 6–1                       |       |
| 49 / 766 | V3   | Fabio Fognini              | 40      | Thắng     | 6–1, 2–6, 6–3                  |       |
| 50 / 767 | TK   | Steve Johnson (12)         | 22      | Thắng     | 6–0, 4–6, 7–6(7–2)             |       |
| 51 / 768 | BK   | Kei Nishikori (4)          | 7       | Thắng     | 6–1, 6–4                       |       |
| 52 / 769 | HCV  | Juan Martín del Potro (PR) | 141     | Thắng (4) | 7–5, 4–6, 6–2, 7–5             |       |
| |      |                            |         |           |                                |       |
| Cincinnati Masters Cincinnati, Hoa Kỳ ATP Tour Masters 1000 Cứng, ngoài trời 13 – 21 tháng 8 năm 2016                                |      |                            |         |           |                                |       |
| – | V1   | Miễn                       | Miễn    | Miễn      | Miễn                           |       |
| 53 / 770 | V2   | Juan Mónaco (PR)           | 104     | Thắng     | 6–3, 6–2                       |       |
| 54 / 771 | V3   | Kevin Anderson             | 24      | Thắng     | 6–3, 6–2                       |       |
| 55 / 772 | TK   | Bernard Tomic              | 21      | Thắng     | 6–4, 6–4                       |       |
| 56 / 773 | BK   | Milos Raonic (4)           | 6       | Thắng     | 6–3, 6–3                       |       |
| 57 / 774 | CK   | Marin Čilić (12)           | 14      | Thua (4)  | 4–6, 5–7                       |       |
| |      |                            |         |           |                                |       |
| Giải quần vợt Mỹ Mở rộng Thành phố New York, Hoa Kỳ Grand Slam Cứng, ngoài trời 29 tháng 8 – 11 tháng 9 năm 2016                     |      |                            |         |           |                                |       |
| 58 / 775 | V1   | Lukáš Rosol                | 81      | Thắng     | 6–3, 6–2, 6–2                  |       |
| 59 / 776 | V2   | Marcel Granollers          | 45      | Thắng     | 6–4, 6–1, 6–4                  |       |
| 60 / 777 | V3   | Paolo Lorenzi              | 40      | Thắng     | 7–6(7–4), 5–7, 6–2, 6–3        |       |
| 61 / 778 | V4   | Grigor Dimitrov (22)       | 24      | Thắng     | 6–1, 6–2, 6–2                  |       |
| 62 / 779 | TK   | Kei Nishikori (6)          | 7       | Thua      | 6–1, 4–6, 6–4, 1–6, 5–7        |       |
| |      |                            |         |           |                                |       |
| Bán kết Davis Cup Nhóm Thế giới Glasgow, Vương quốc Liên hiệp Anh và Bắc Ireland Davis Cup Cứng, trong nhà 16 – 18 tháng 9 năm 2016  |      |                            |         |           |                                |       |
| 63 / 780 | BKT1 | Juan Martín del Potro      | 64      | Thua      | 4–6, 7–5, 7–6(7–5), 3–6, 4–6   |       |
| 64 / 781 | BKT4 | Guido Pella                | 49      | Thắng     | 6–3, 6–2, 6–3                  |       |
| |      |                            |         |           |                                |       |
| China Open Bắc Kinh, Trung Quốc ATP Tour 500 Cứng, ngoài trời 3 – 9 tháng 10 năm 2016                                                |      |                            |         |           |                                |       |
| 65 / 782 | V1   | Andreas Seppi              | 94      | Thắng     | 6–2, 7–5                       |       |
| 66 / 783 | V2   | Andrey Kuznetsov           | 45      | Thắng     | 6–2, 6–1                       |       |
| 67 / 784 | TK   | Kyle Edmund (Q)            | 54      | Thắng     | 7–6(11–9), 6–2                 |       |
| 68 / 785 | BK   | David Ferrer (5)           | 13      | Thắng     | 6–2, 6–3                       |       |
| 69 / 786 | VĐ   | Grigor Dimitrov            | 20      | Thắng (5) | 6–4, 7–6(7–2)                  |       |
| |      |                            |         |           |                                |       |
| Shanghai Masters Thượng Hải, Trung Quốc ATP Tour Masters 1000 Cứng, ngoài trời 9 – 16 tháng 10 năm 2016                              |      |                            |         |           |                                |       |
| – | V1   | Miễn                       | Miễn    | Miễn      | Miễn                           |       |
| 70 / 787 | V2   | Steve Johnson              | 24      | Thắng     | 6–3, 6–2                       |       |
| 71 / 788 | V3   | Lucas Pouille (13)         | 16      | Thắng     | 6–1, 6–3                       |       |
| 72 / 789 | TK   | David Goffin (11)          | 12      | Thắng     | 6–2, 6–2                       |       |
| 73 / 790 | BK   | Gilles Simon               | 32      | Thắng     | 6–4, 6–3                       |       |
| 74 / 791 | VĐ   | Roberto Bautista Agut (15) | 19      | Thắng (6) | 7–6(7–1), 6–1                  |       |
| |      |                            |         |           |                                |       |
| Vienna Open Vienna, Áo ATP Tour 500 Cứng, trong nhà 24 – 30 tháng 10 năm 2016                                                        |      |                            |         |           |                                |       |
| 75 / 792 | V1   | Martin Kližan              | 35      | Thắng     | 6–3, 6–7(5–7), 6–0             |       |
| 76 / 793 | V2   | Gilles Simon               | 24      | Thắng     | 4–6, 6–2, 6–2                  |       |
| 77 / 794 | TK   | John Isner                 | 27      | Thắng     | 6–1, 6–3                       |       |
| – | BK   | David Ferrer (5)           | 19      | W/O       | N/A                            |       |
| 78 / 795 | VĐ   | Jo-Wilfried Tsonga (6)     | 15      | Thắng (7) | 6–3, 7–6(8–6)                  |       |
| |      |                            |         |           |                                |       |
| Paris Masters Paris, Pháp ATP Tour Masters 1000 Cứng, trong nhà 31 tháng 10 – 6 tháng 11 năm 2016                                    |      |                            |         |           |                                |       |
| – | V1   | Miễn                       | Miễn    | Miễn      | Miễn                           |       |
| 79 / 796 | V2   | Fernando Verdasco          | 46      | Thắng     | 6–3, 6–7(5–7), 7–5             |       |
| 80 / 797 | V3   | Lucas Pouille (13)         | 17      | Thắng     | 6–3, 6–0                       |       |
| 81 / 798 | TK   | Tomáš Berdych (7)          | 11      | Thắng     | 7–6(11–9), 7–5                 |       |
| – | BK   | Milos Raonic (4)           | 5       | W/O       | N/A                            |       |
| 82 / 799 | VĐ   | John Isner                 | 27      | Thắng (8) | 6–3, 6–7(4–7), 6–4             |       |
| |      |                            |         |           |                                |       |
| ATP World Tour Finals Luân Đôn, Vương quốc Liên hiệp Anh và Bắc Ireland ATP Finals Cứng, trong nhà 13 – 20 tháng 11 năm 2016         |      |                            |         |           |                                |       |
| 83 / 800 | VB   | Marin Čilić (7)            | 7       | Thắng     | 6–3, 6–2                       |       |
| 84 / 801 | VB   | Kei Nishikori (5)          | 5       | Thắng     | 6–7(9–11), 6–4, 6–4            |       |
| 85 / 802 | VB   | Stan Wawrinka (3)          | 3       | Thắng     | 6–4, 6–2                       |       |
| 86 / 803 | BK   | Milos Raonic (4)           | 4       | Thắng     | 5–7, 7–6(7–5), 7–6(11–9)       |       |
| 87 / 804 | VĐ   | Novak Djokovic (2)         | 2       | Thắng (9) | 6–3, 6–4                       |       |

### Đôi
| Giải đấu | Trận | Vòng                          | Đối thủ   | Xếp hạng | Kết quả               | Tỷ số |
| --- | ---- | ----------------------------- | --------- | -------- | --------------------- | ----- |
| Vòng 1 Davis Cup Nhóm Thế giới Birmingham, Vương quốc Liên hiệp Anh và Bắc Ireland Davis Cup Cứng, trong nhà 4 – 6 tháng 3 năm 2016 Đồng đội: Jamie Murray |      |                               |           |          |                       |       |
| 1 / 127 | V1T3 | Nishioka / Uchiyama           | 426 / 317 | Thắng    | 6–3, 6–2, 6–4         |       |
| |      |                               |           |          |                       |       |
| Indian Wells Masters Indian Wells, Hoa Kỳ ATP Tour Masters 1000 Cứng, ngoài trời 7 – 20 tháng 3 năm 2016 Đồng đội: Colin Fleming                           |      |                               |           |          |                       |       |
| 2 / 128 | V1   | Isner / Raonic                | 120 / –   | Thua     | 5–7, 7–6(7–5), [8–10] |       |
| |      |                               |           |          |                       |       |
| Monte-Carlo Masters Monte-Carlo, Monaco ATP Tour Masters 1000 Đất nện, ngoài trời 11 – 17 tháng 4 năm 2016 Đồng đội: Dominic Inglot                        |      |                               |           |          |                       |       |
| 3 / 129 | V1   | Cuevas / Granollers           | 34 / 33   | Thắng    | 6–3, 6–4              |       |
| 4 / 130 | V2   | Roger-Vasselin / Zimonjić (7) | 15 / 18   | Thắng    | 2–6, 6–3, [10–5]      |       |
| 5 / 131 | TK   | Herbert / Mahut (3)           | 8 / 5     | Thua     | 4–6, 6–3, [10–12]     |       |
| |      |                               |           |          |                       |       |
| Thế vận hội Mùa hè Rio de Janeiro, Brazil Thế vận hội Cứng, ngoài trời 6 – 14 tháng 8 năm 2016 Đồng đội: Jamie Murray                                      |      |                               |           |          |                       |       |
| 6 / 132 | V1   | Bellucci / Sá (IP)            | 103 / 63  | Thua     | 6–7(6–8), 6–7(14–16)  |       |
| |      |                               |           |          |                       |       |
| Bán kết Davis Cup Nhóm Thế giới Glasgow, Vương quốc Liên hiệp Anh và Bắc Ireland Davis Cup Cứng, trong nhà 16 – 18 tháng 9 năm 2016 Đồng đội: Jamie Murray |      |                               |           |          |                       |       |
| 7 / 133 | BKT3 | del Potro / Mayer             | 353 / 122 | Thắng    | 6–1, 3–6, 6–4, 6–4    |       |

### Đôi nam nữ
| Giải đấu | Trận | Vòng                    | Đối thủ | Xếp hạng | Kết quả  | Tỷ số |
| --- | ---- | ----------------------- | ------- | -------- | -------- | ----- |
| Thế vận hội Mùa hè Rio de Janeiro, Brazil Thế vận hội Cứng, ngoài trời 6 – 14 tháng 8 năm 2016 Đồng đội: Heather Watson |      |                         |         |          |          |       |
| 1 / 12 | V1   | Suárez Navarro / Ferrer | 12 / 12 | Thắng    | 6–3, 6–3 |       |
| 2 / 13 | TK   | Mirza / Bopanna         | 1 / 15  | Thua     | 4–6, 4–6 |       |

### Giao hữu
| Giải đấu                                                                                                  | Trận | Vòng                                | Đối thủ | Xếp hạng | Kết quả               | Tỷ số |
| --- | ---- | ----------------------------------- | ------- | -------- | --------------------- | ----- |
| Hopman Cup Perth, Úc Giải đồng đội nam nữ Cứng, trong nhà 3 – 9 tháng 1 năm 2016 Đồng đội: Heather Watson |      |                                     |         |          |                       |       |
| – | VB   | Kenny de Schepper                   | 148     | Thắng    | 6–2, 6–2              |       |
| – | VB   | Caroline Garcia / Kenny de Schepper | –       | Thắng    | 6–2, 5–7, [10–6]      |       |
| – | VB   | Nick Kyrgios                        | 30      | Thua     | 4–6, 6–7(5–7)         |       |
| – | VB   | Daria Gavrilova / Nick Kyrgios      | –       | Thua     | 2–6, 7–6(7–0), [9–11] |       |
| – | VB   | Alexander Zverev                    | 83      | Thắng    | 6–3, 6–4              |       |
| – | VB   | Sabine Lisicki / Alexander Zverev   | –       | Thắng    | 6–3, 6–4              |       |
| |      |                                     |         |          |                       |       |
| Tie Break Tens Vienna, Áo Giao hữu đơn Cứng, trong nhà 23 tháng 10 năm 2016                               |      |                                     |         |          |                       |       |
| – | VB   | Goran Ivanišević                    | –       | Thắng    | [10–7]                |       |
| – | VB   | Marcus Willis                       | 498     | Thắng    | [10–3]                |       |
| – | BK   | Jo-Wilfried Tsonga                  | 16      | Thắng    | [10–7]                |       |
| – | CK   | Dominic Thiem                       | 10      | Thua     | [5–10]                |       |

## Lịch thi đấu

### Đơn
| Ngày               | Giải đấu                                                | Thành phố          | Thể loại                    | Mặt sân            | Kết quả 2015       | Điểm 2015 | Điểm 2016 | Kết quả                                                           |
| ------------------ | ------------------------------------------------------- | ------------------ | --------------------------- | ------------------ | ------------------ | --------- | --------- | ----------------------------------------------------------------- |
| 18.01–31.01        | Giải quần vợt Úc Mở rộng                                | Melbourne          | Grand Slam                  | Cứng               | CK                 | 1,200     | 1,200     | Chung kết, thua trước Novak Djokovic                              |
| 04.03–06.03        | Davis Cup: Anh Quốc vs. Nhật Bản Vòng 1 Nhóm Thế giới   | Birmingham         | Davis Cup                   | Cứng (trong nhà)   | W                  | 80        | —         | Anh Quốc đánh bại Nhật Bản, 3–1 · Anh Quốc giành quyền vào TK NTG |
| 07.03–20.03        | Indian Wells Masters                                    | Indian Wells       | ATP World Tour Masters 1000 | Cứng               | BK                 | 360       | 45        | Vòng 3, thua trước Federico Delbonis                              |
| 23.03–03.04        | Miami Masters                                           | Miami              | ATP World Tour Masters 1000 | Cứng               | CK                 | 600       | 45        | Vòng 3, thua trước Grigor Dimitrov                                |
| 11.04–17.04        | Monte-Carlo Masters                                     | Monte-Carlo        | ATP World Tour Masters 1000 | Đất nện            | KTD                | 0         | 360       | Bán kết, thua trước Rafael Nadal                                  |
| 01.05–08.05        | Madrid Open                                             | Madrid             | ATP World Tour Masters 1000 | Đất nện            | VĐ                 | 1,000     | 600       | Chung kết, thua trước Novak Djokovic                              |
| 09.05–15.05        | Internazionali BNL d'Italia                             | Rome               | ATP World Tour Masters 1000 | Đất nện            | V3                 | 90        | 1,000     | Vô địch, đánh bại Novak Djokovic                                  |
| 22.05–05.06        | Giải quần vợt Pháp Mở rộng                              | Paris              | Grand Slam                  | Đất nện            | BK                 | 720       | 1,200     | Chung kết, thua trước Novak Djokovic                              |
| 13.06–19.06        | Queen's Club Championships                              | Luân Đôn           | ATP World Tour 500          | Cỏ                 | VĐ                 | 500       | 500       | Vô địch, đánh bại Milos Raonic                                    |
| 27.06–10.07        | Giải quần vợt Wimbledon                                 | Luân Đôn           | Grand Slam                  | Cỏ                 | BK                 | 720       | 2,000     | Vô địch, đánh bại Milos Raonic                                    |
| 08.08–14.08        | Thế vận hội Mùa hè                                      | Rio de Janeiro     | Thế vận hội                 | Cứng               | —                  | —         | —         | Huy chương Vàng, đánh bại Juan Martín del Potro                   |
| 13.08–21.08        | Cincinnati Masters                                      | Cincinnati         | ATP World Tour Masters 1000 | Cứng               | BK                 | 360       | 600       | Chung kết, thua trước Marin Čilić                                 |
| 29.08–11.09        | Giải quần vợt Mỹ Mở rộng                                | New York           | Grand Slam                  | Cứng               | V4                 | 180       | 360       | Tứ kết, thua trước Kei Nishikori                                  |
| 16.09–18.09        | Davis Cup: Anh Quốc vs. Argentina Bán kết Nhóm Thế giới | Glasgow            | Davis Cup                   | Cứng (trong nhà)   | VĐ                 | 140       | —         | Argentina đánh bại Anh Quốc, 3–2 · Anh Quốc bị loại ở BK NTG      |
| 03.10–09.10        | China Open                                              | Bắc Kinh           | ATP World Tour 500          | Cứng               | KTD                | 0         | 500       | Vô địch, đánh bại Grigor Dimitrov                                 |
| 09.10–16.10        | Shanghai Masters                                        | Thượng Hải         | ATP World Tour Masters 1000 | Cứng               | BK                 | 360       | 1,000     | Vô địch, đánh bại Roberto Bautista Agut                           |
| 24.10–30.10        | Vienna Open                                             | Vienna             | ATP World Tour 500          | Cứng (trong nhà)   | KTD                | 0         | 500       | Vô địch, đánh bại Jo-Wilfried Tsonga                              |
| 31.10–06.11        | Paris Masters                                           | Paris              | ATP World Tour Masters 1000 | Cứng (trong nhà)   | CK                 | 600       | 1,000     | Vô địch, đánh bại John Isner                                      |
| 13.11–20.11        | ATP World Tour Finals                                   | Luân Đôn           | ATP World Tour Finals       | Cứng (trong nhà)   | VB                 | 200       | 1,500     | Vô địch, đánh bại Novak Djokovic                                  |
| Tổng điểm cuối năm | Tổng điểm cuối năm                                      | Tổng điểm cuối năm | Tổng điểm cuối năm          | Tổng điểm cuối năm | Tổng điểm cuối năm | 7110      | 12410     | 5300                                                              |

## Các thành tích trong năm

### Thành tích đối đầu
(In đậm là tay vợt top 10 tại thời điểm diễn ra trận đấu, in nghiêng là tay vợt top 50.)
- Milos Raonic 6–0[nb 3]
- Gilles Simon 3–0
- Lucas Pouille 3–0[nb 4]
- Tomáš Berdych 3–0[nb 5]
- John Isner  3–0
- Kei Nishikori 3–1
- Radek Štěpánek 2–0
- Juan Mónaco 2–0
- Bernard Tomic 2–0
- Marcel Granollers 2–0[nb 6]
- Kyle Edmund 2–0
- David Ferrer 2–0[nb 7]
- Steve Johnson 2–0
- David Goffin 2–0
- Jo-Wilfried Tsonga 2–0
- Stan Wawrinka 2–0
- Grigor Dimitrov 2–1
- Marin Čilić 2–1[nb 8]
- Novak Djokovic 2–3
- Alexander Zverev 1–0
- Sam Groth 1–0
- João Sousa 1–0
- Taro Daniel 1–0
- Denis Istomin 1–0
- Pierre-Hugues Herbert 1–0
- Benoît Paire 1–0
- Mikhail Kukushkin 1–0
- Jérémy Chardy 1–0
- Mathias Bourgue 1–0
- Ivo Karlović 1–0
- Richard Gasquet  1–0
- Nicolas Mahut 1–0
- Aljaž Bedene 1–0
- Liam Broady 1–0
- Lu Yen-hsun 1–0
- John Millman 1–0
- Nick Kyrgios 1–0
- Viktor Troicki 1–0
- Fabio Fognini 1–0
- Kevin Anderson 1–0
- Lukáš Rosol 1–0
- Paolo Lorenzi 1–0
- Guido Pella 1–0
- Andreas Seppi 1–0
- Andrey Kuznetsov 1–0
- Roberto Bautista Agut 1–0
- Martin Kližan 1–0
- Fernando Verdasco 1–0
- Rafael Nadal 1–1
- Juan Martín del Potro 1–1
- Federico Delbonis 0–1

### Các trận chung kết

#### Đơn: 13 (9–4)
| Thể loại                          |
| --------------------------------- |
| Grand Slam (1–2)                  |
| ATP World Tour Finals (1–0)       |
| Thế vận hội (1–0)                 |
| ATP World Tour Masters 1000 (3–2) |
| ATP World Tour 500 (3–0)          |
| ATP World Tour 250 (0–0)          |

| Danh hiệu theo mặt sân |
| ---------------------- |
| Cứng (6–2)             |
| Đất nện (1–2)          |
| Cỏ (2–0)               |

| Danh hiệu theo điều kiện |
| ------------------------ |
| Ngoài trời (6–4)         |
| Trong nhà (3–0)          |

| Kết quả | Ngày                 | Giải đấu                                                                      | Mặt sân          | Đối thủ trong trận chung kết | Tỷ số trong trận chung kết |
| ------- | -------------------- | ----------------------------------------------------------------------------- | ---------------- | ---------------------------- | -------------------------- |
| Á quân  | 31 tháng 1 năm 2016  | Úc Mở rộng, Melbourne, Úc                                                     | Cứng             | Novak Djokovic               | 1–6, 5–7, 6–7(3–7)         |
| Á quân  | 8 tháng 5 năm 2016   | Madrid Open, Madrid, Tây Ban Nha                                              | Đất nện          | Novak Djokovic               | 2–6, 6–3, 3–6              |
| Vô địch | 15 tháng 5 năm 2016  | Internazionali BNL d'Italia, Rome, Ý                                          | Đất nện          | Novak Djokovic               | 6–3, 6–3                   |
| Á quân  | 5 tháng 6 năm 2016   | Giải quần vợt Pháp Mở rộng, Paris, Pháp                                       | Đất nện          | Novak Djokovic               | 6–3, 1–6, 2–6, 4–6         |
| Vô địch | 19 tháng 6 năm 2016  | Queen's Club Championships, Luân Đôn, Vương quốc Liên hiệp Anh và Bắc Ireland | Cỏ               | Milos Raonic                 | 6–7(5–7), 6–4, 6–3         |
| Vô địch | 10 tháng 7 năm 2016  | Giải quần vợt Wimbledon, Luân Đôn, Vương quốc Liên hiệp Anh và Bắc Ireland    | Cỏ               | Milos Raonic                 | 6–4, 7–6(7–3), 7–6(7–2)    |
| Vô địch | 14 tháng 8 năm 2016  | Thế vận hội Mùa hè, Rio de Janeiro, Brazil                                    | Cứng             | Juan Martín del Potro        | 7–5, 4–6, 6–2, 7–5         |
| Á quân  | 21 tháng 8 năm 2016  | Cincinnati Masters, Cincinnati, Hoa Kỳ                                        | Cứng             | Marin Čilić                  | 4–6, 5–7                   |
| Vô địch | 9 tháng 10 năm 2016  | China Open, Bắc Kinh, Trung Quốc                                              | Cứng             | Grigor Dimitrov              | 6–4, 7–6(7–2)              |
| Vô địch | 16 tháng 10 năm 2016 | Shanghai Masters, Thượng Hải, Trung Quốc                                      | Cứng             | Roberto Bautista Agut        | 7–6(7–1), 6–1              |
| Vô địch | 30 tháng 10 năm 2016 | Vienna Open, Vienna, Áo                                                       | Cứng (trong nhà) | Jo-Wilfried Tsonga           | 6–3, 7–6(8–6)              |
| Vô địch | 6 tháng 11 năm 2016  | Paris Masters, Paris, Pháp                                                    | Cứng (trong nhà) | John Isner                   | 6–3, 6–7(4–7), 6–4         |
| Vô địch | 20 tháng 11 năm 2016 | ATP World Tour Finals, Luân Đôn, Vương quốc Liên hiệp Anh và Bắc Ireland      | Cứng (trong nhà) | Novak Djokovic               | 6–3, 6–4                   |

### Tiền thưởng
| Đơn                         |             |             |
| Giải đấu                    | Tiền thưởng | Tổng số     |
| Giải quần vợt Úc Mở rộng    | A$1,700,000 | $1,166,030  |
| Indian Wells Masters        | $36,170     | $1,202,200  |
| Miami Open                  | $36,170     | $1,238,370  |
| Monte-Carlo Masters         | €177,015    | $1,440,043  |
| Madrid Open                 | €447,630    | $1,952,311  |
| Internazionali BNL d'Italia | €717,315    | $2,770,265  |
| Giải quần vợt Pháp Mở rộng  | €1,000,000  | $3,892,265  |
| Queen's Club Championships  | €410,200    | $4,353,699  |
| Giải quần vợt Wimbledon     | £2,000,000  | $7,084,099  |
| Cincinnati Masters          | $409,270    | $7,493,369  |
| Giải quần vợt Mỹ Mở rộng    | $450,000    | $7,943,369  |
| China Open                  | $663,575    | $8,606,944  |
| Shanghai Masters            | $1,043,375  | $9,650,319  |
| Vienna Open                 | €428,800    | $10,116,810 |
| Paris Masters               | €746,550    | $10,936,821 |
| ATP World Tour Finals       | $2,391,000  | $13,327,821 |
| Tiền thưởng thêm            | $2,978,119  | $16,327,821 |
|                             |             | $16,327,821 |
| Đôi                         |             |             |
| Giải đấu                    | Tiền thưởng | Tổng số     |
| Indian Wells Masters        | $5,930      | $5,930      |
| Monte-Carlo Masters         | €14,000     | $21,880     |
|                             |             | $21,880     |
| Tổng số                     |             |             |
|                             |             | $16,349,701 |

 Số liệu bằng đô la Mỹ (USD). 
 In đậm biểu thị giải đấu vô địch 